# Pavel Prošek
Pavel Prošek (* 23. září 1940 Zlín) je český geograf a polárník, zakladatel české vědecké stanice na Antarktidě – Mendelovy polární stanice, která se nachází na ostrově Jamese Rosse. V současnosti je emeritním profesorem Geografického ústavu na Masarykově univerzitě v Brně. Patří mezi přední české klimatology, specializuje se na klima a ekologii polárních oblastí.
V září 2020 mu byla udělena Stříbrná medaile předsedy Senátu.
V červnu 2021 obdržel pamětní plaketu České geografické společnosti za mimořádný přínos české geografii.

## Životopis
Pavel Prošek se narodil 23. září 1940 ve Zlíně, dětství strávil v Bystřici pod Hostýnem. Po maturitě byl v roce 1957 přijat na Přírodovědeckou fakultu Masarykovy univerzity v Brně, ze které o pět let později promoval jako geograf a učitel biologie a zeměpisu s diplomovou prací o geomorfologii východní části Vsetínských vrchů. Nejdřív nastoupil do Kartografického a reprodukčního ústavu v Praze, po povinné vojenské službě v roce 1966 zahájil interní aspiranturu v Brně v oboru klimatologie. Na začátku sedmdesátých let se dostal na roční studijní stáž na vysokou školu ETH v Curychu ve Švýcarsku. Švýcary nabídnutou expedici do Grónska tehdy musel odmítnout, protože zástupci jeho domovské fakulty se obávali, že by mohl emigrovat. Myšlenka na výzkum za polárním kruhem s ním už ale zůstala. Mezi lety 1985 a 1990 konečně absolvoval tři expedice na Špicberky. V následujících devadesátých letech, jako docent a později profesor, absolvoval dvě expedice na Antarktidě, nejdřív na polské, pak na peruánské stanici. Právě omezení, která plynula z práce na těchto stanicích, přivedla Pavla Proška a botanika Josefa Elstera k iniciativě stavby české antarktické stanice. V rámci stavby antarktické stanice (ale také svého výzkumu) navštěvoval Antarktidu každoročně až do otevření české antarktické stanice J. G. Mendela 22. února 2007 a ještě několikrát poté. Kromě toho reprezentoval ČR na mezinárodních setkáních Antarktického smluvního systému, kde se zasloužil o to, že ČR získala v roce 2014 konzultativní status a může tak spolurozhodovat o současném a budoucím využití Antarktidy.

## Monografie
- Pavel Prošek – Profesor v Antarktidě. Praha: Akropolis, 2009. 184 s. (Osobnost; sv. 4). ISBN 978-80-86903-94-1.[5]
- Pavel Prošek – Setkávání s Antarktidou. Brno: Books&Pipes, 2022. 312 s. ISBN: 978-80-7485-256-5